# SMS Moltke
La SMS Moltke ("Nave di Sua Maestà Moltke") fu il primo incrociatore da battaglia della classe Moltke della marina imperiale tedesca, impostato il 30 settembre 1911, deve il suo nome al generale Helmuth Karl Bernhard von Moltke. Insieme al suo gemello SMS Goeben, il Moltke aveva una configurazione simile alla precedente SMS Von der Tann, ma più grande e con una corazzatura più spessa e con l'aggiunta di due cannoni in una nuova torre. In confronto con le pari classe della Royal Navy (classe Indefatigable), era più grande e meglio corazzata.
La Moltke, insieme alla Hochseeflotte, prese parte a molte battaglie, la battaglia di Dogger Bank e la battaglia dello Jutland nel Mare del Nord, e la battaglia del golfo di Riga e l'Operazione Albion nel Mar Baltico. Ricevette molti danni dalla reazione nemica, fu colpita duramente dal fuoco della flotta britannica durante Battaglia dello Jutland e in due altre occasioni fu silurata dai sottomarini mentre era in avanscoperta.
Alla fine della guerra, la Moltke fu condotta insieme alla maggior parte della Hochseeflotte presso la base di Scapa Flow mentre venivano discusse le clausole del trattato di Versailles.
Il 21 giugno 1919 la flotta preferì autoaffondarsi che cadere in mani britanniche.
Il relitto della Moltke fu recuperato nel 1927 e demolito presso Rosyth tra il 1927 ed il 1929.

## Sviluppo
In una conferenza del maggio 1907, il gabinetto della marina tedesco, decise di sviluppare una nuova versione più grande della Von der Tann che non aveva avuto seguito come classe. Grazie ad un aumento delle risorse assegnate alle costruzioni navali nell'anno fiscale 1908 fu possibile aumentare i calibro dei cannoni previsti dai 280 mm a 305 mm. Ma l'ammiraglio Alfred von Tirpitz, insieme con il Dipartimento delle Costruzioni considerò preferibile avere due cannoni in più (da 8 a 10) piuttosto che lo stesso numero di un calibro maggiore, dato che i cannoni da 280 mm erano stati valutati sufficientemente adeguati nel caso dello scontro con una nave da battaglia. Tirpitz considerava anche che, dato la superiorità numerica delle forze da pattugliamento della Royal Navy, sarebbe stato prudente aumentare il numero dei cannoni e non il calibro. Il Dipartimento della Marina tedesco sosteneva che per poter combattere nella linea di battaglia erano necessari i cannoni da 305 mm. Infine, Tirpitz e Dipartimento delle Costruzioni prevalsero e la Moltke sarebbe stata equipaggiata con dieci cannoni da 280 mm. La corazzatura sarebbe stata eguale o superiore a quella della Von der Tann e la velocità massima sarebbe dovuta essere almeno 24,5 nodi.
Durante la progettazione vi furono diversi aumenti della stazza dovuti all'estensione della cittadella, allo spessore della corazzatura, all'aumento delle riserve di munizioni e alla riconfigurazione delle caldaie. La corsa al riarmo navale con la Gran Bretagna portò alla decisione di costruire due unità dello stesso tipo. Ai due nuovi incrociatori da battaglia furono assegnate le designazioni di contratto Kreuzer G e Kreuzer H (Incrociatore G ed incrociatore H). Dato che la Blohm & Voss ottenne l'appalto per il Kreuzer G, gli fu assegnato anche il Kreuzer H. Il primo fu inserito nell'anno di costruzione 1908–09, mentre il secondo nel 1909–10.
Il contratto per il Kreuzer G fu siglato il 17 settembre 1908, con il numero di cantiere 200. Lo scafo fu completato il 7 dicembre 1908, e la nave fu varata il 7 aprile 1910. L'Incrociatore G fu posto in servizio il 30 settembre 1911 come SMS Moltke.
La denominazione deriva dal feldmaresciallo Helmuth Karl Bernhard von Moltke, capo di stato maggiore dell'esercito prussiano alla metà del XIX secolo. Il Kreuzer H fu ordinato l'8 aprile 1909 con il numero di cantiere 201. Lo scafo fu completato il 12 agosto 1909; la nave fu varata il 28 marzo 1911. Dopo l'allestimento, il Kreuzer H prese servizio il 2 luglio 1912 come SMS Goeben. Così denominato in onore di August Karl von Goeben, un generale prussiano che partecipò alla guerra franco-prussiana.

## Servizio

### Anteguerra

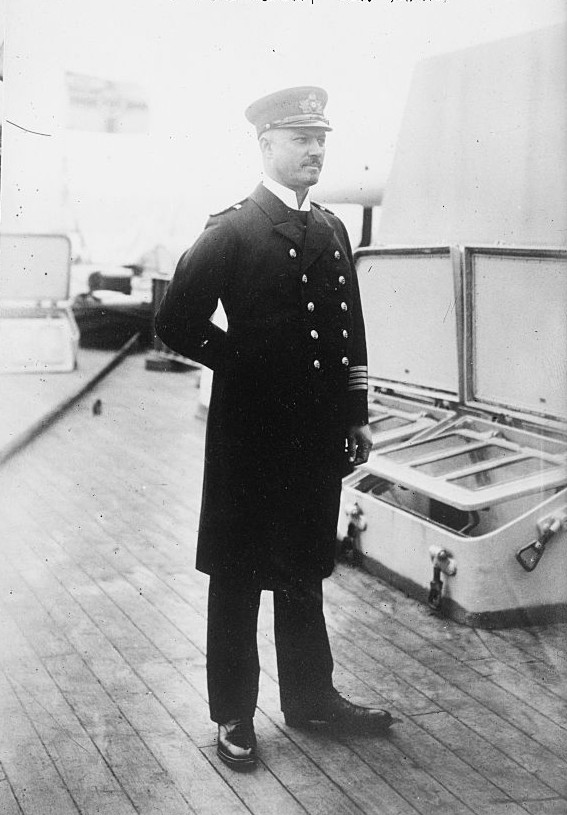
Kapitän zur See Ritter von Mann, il comandante della SMS Moltke durante la visita negli Stati Uniti del 1912

Al varo della nave, il 7 aprile 1910, Moltke il giovane la battezzò con il nome di suo zio, Helmuth von Moltke il Vecchio, il capo di stato maggiore dell'esercito prussiano nella seconda metà del XIX secolo. L'11 settembre 1911, la nave fu trasferita, con un equipaggio composto dalle maestranze del cantiere navale, da Amburgo a Kiel attraverso lo Skagerrak. Il 30 settembre, la nave entrò in servizio, al comando del Kapitän zur See von Mann, e sostituì la SMS Roon nella squadra da pattugliamento. Le prove in mare continuarono fino al 1º aprile 1912.

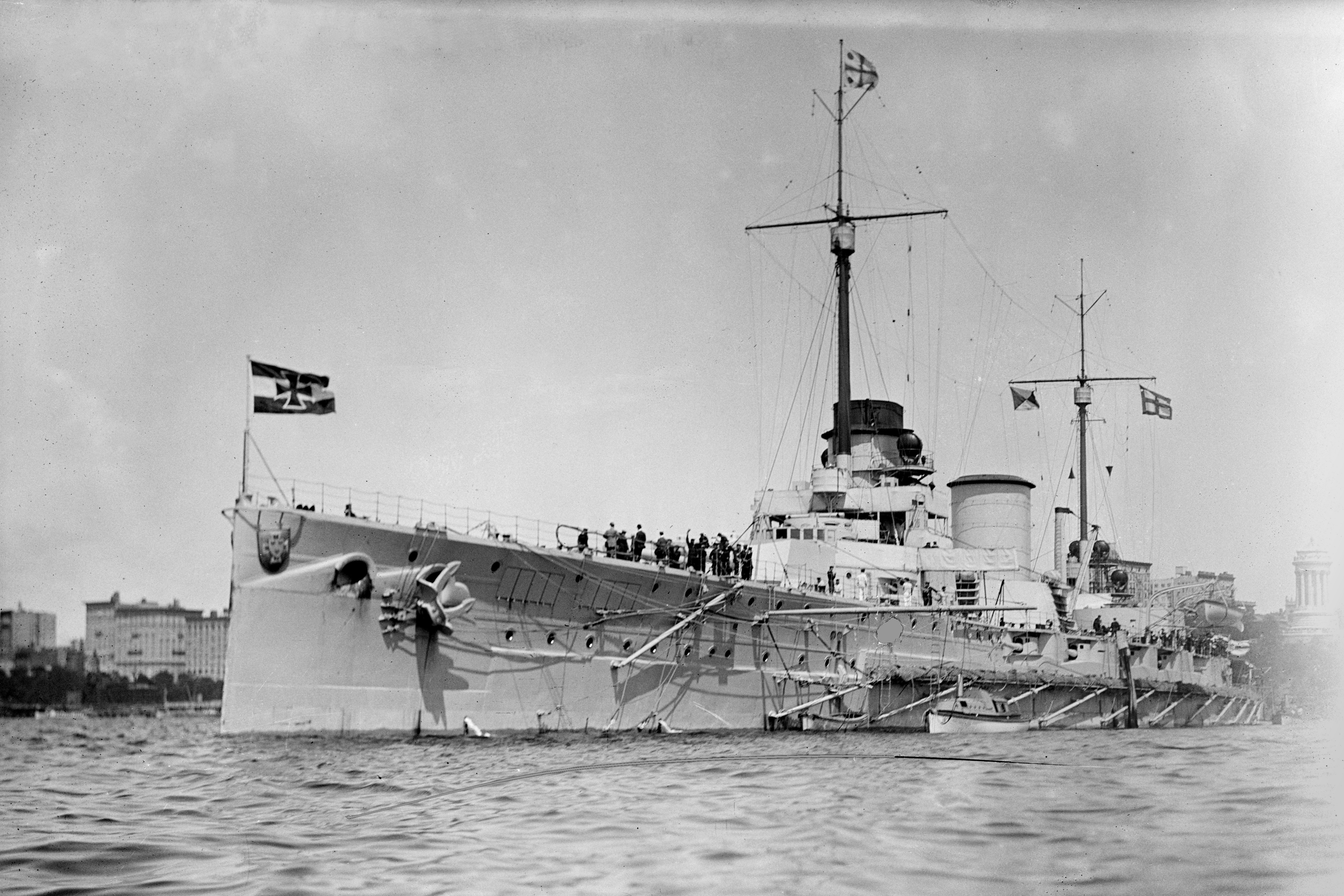
La SMS Moltke a New York nel 1912.

La Moltke fu la sola nave da battaglia tedesca ad aver mai visitato gli Stati Uniti d'America. L'11 maggio 1912 lasciò Kiel, scortata dagli incrociatori leggeri SMS Stettin e SMS Bremen, e arrivò a Hampton Roads, in Virginia, il 30 maggio 1912. Dopo aver compiuto una crociera di due settimane lungo la costa est degli Stati Uniti, tornò a Kiel il 24 giugno.
nel luglio 1912, la Moltke scortò lo yacht di Guglielmo II di Germania in Russia. Durante la crociera di ritorno, il comandante della Moltke fu sostituito con il KzS Magnus von Levetzow, e la nave divenne l'ammiraglia della squadra di ricognizione fino al 23 giugno 1914, quando la bandiera di ammiraglio di squadra fu passata sul nuovo incrociatore da battaglia SMS Seydlitz. Fu considerata l'ipotesi di schierare la Moltke nell'estremo oriente, in sostituzione dell'incrociatore corazzato SMS Scharnhorst, ma l'ipotesi fu scartata perché risultò evidente che la nave gemella SMS Goeben aveva bisogno di essere sostituita nel Mediterraneo per urgenti lavori di manutenzione. La Moltke iniziò i preparativi per il viaggio ma lo scoppio della prima guerra mondiale impedì il trasferimento.

### Prima guerra mondiale
Come tutte le navi tedesche nella prima guerra mondiale, le possibilità d'impiego della Moltke furono limitate dal blocco navale britannico. Comunque partecipò a tutte le principali azioni della Hochseeflotte. All'inizio della guerra la nave fu assegnata al I. Aufklärungsgruppe (I Gruppo da ricognizione) della flotta tedesca sotto il comando del contrammiraglio Franz von Hipper.

#### Battaglia di Helgoland (1914)
Subi dopo l'inizio della prima guerra mondiale, il 28 agosto 1914, la Moltke partecipò alla battaglia del golfo di Helgoland. Il mattino del 28 agosto, gli incrociatori della squadra di stanza a Harwich attaccarono i cacciatorpediniere tedeschi che pattugliavano il golfo. Sei incrociatori tedeschi — Köln, Strassburg, Stettin, Frauenlob, Stralsund, e Ariadne — risposero all'incursione e inflissero danni rilevanti alla squadra britannica. Tuttavia, l'arrivo alle 13:37 il 1st Battlecruiser Squadron, al comando del vice-ammiraglio David Beatty, rovesciò le sorti dello scontro a sfavore dei tedeschi.
La mattina della battaglia, la Moltke era ormeggiata nel porto canale di Wilhelmshaven, insieme al resto della I. Aufklärungsgruppe. Alle 08:50, il contrammiraglio Hipper richiese l'autorizzazione all'ammiraglio Friedrich von Ingenohl, comandante in capo della Hochseeflotte, per inviare la Moltke e la Von der Tann ad aiutare gli incrociatori tedeschi. La Moltke era pronta a salpare alle 12:10, ma la bassa marea impediva alle navi il passaggio attraverso l'estuario del fiume Jade. Alle 14:10, la Moltke e la Von der Tann poterono passare il canale; Hipper ordinò agli incrociatori che stavano combattendo di ritirarsi verso le sue navi in arrivo, mentre lo stesso Hipper stava sopraggiungendo con un'ora di ritardo con l'incrociatore da battaglia Seydlitz. Intanto la flotta inglese si era già disimpegnata alle 13:10. Alle 14:25, i rimanenti incrociatori leggeri — Strassburg, Stettin, Frauenlob, Stralsund, e Ariadne — si ricongiunsero con gli incrociatori da battaglia. La Seydlitz arrivò alle 15:10, mentre il Ariadne affondava per i danni subiti. Hipper si spinse cautamente in avanti alla ricerca dei due incrociatori mancanti all'appello, il Mainz ed il Köln, che erano, invece, già affondati. Alle 16:00, la flottiglia tedesca si ritirò verso l'estuario dello Jade, arrivando in porto alle 20:23.

#### Bombardamento di Yarmouth
Il 2 novembre 1914, la Moltke, con la Seydlitz ammiraglia di Hipper, la Von der Tann, e la Blücher, insieme a quattro incrociatori leggeri, lasciarono l'estuario dello Jade e si diressero verso la costa inglese. La flottiglia arrivò al largo di Great Yarmouth all'alba del giorno seguente e bombardò le installazioni portuali, mentre l'incrociatore leggero Stralsund posava un campo minato. Il sommergibile britannico HMS D5 cercò di reagire all'attacco, ma urtò una mina posizionata dallo Stralsund ed affondò. Dopo un breve bombardamento, Hipper ordinò alle sue navi di ritirarsi. Mentre rientravano, si formò una fitta nebbia nel golfo di Helgoland, così fu ordinato alle navi di fermarsi in attesa di una migliore visibilità necessaria per navigare attraverso i campi minati difensivi. L'incrociatore corazzato SMS Yorck lasciò la squadra senza permesso e mentre era sulla rotta per Wilhelmshaven fece un errore di navigazione e incappò in un campo minato tedesco. Lo Yorck urtò due mine ed affondò rapidamente; La nave da difesa costiera SMS Hagen riuscì a salvare 127 marinai dell'equipaggio.

#### Bombardamento di Scarborough, Hartlepool e Whitby
L'ammiraglio von Ingenohl decise di effettuare un altro raid sulle coste inglesi nel tentativo di attirare una parte della flotta britannica per distruggerla in combattimento. Alle 03:20 del 15 dicembre, gli incrociatori da battaglia Moltke, Seydlitz, Von der Tann, Derfflinger, e Blücher, insieme agli incrociatori leggeri Kolberg, Strassburg, Stralsund, e Graudenz, e due squadre di torpediniere lasciarono l'estuario del Jade. Le navi fecero rotta verso nord passando l'isola di Helgoland, finché raggiunsero il faro di Horns Rev lungo la costa danese, dove deviarono a ovest verso Scarborough. dodici ore dopo che Hipper aveva lasciato il porto di Jade, la Hochseeflotte, comprendente 14 navi da battaglia 8 corazzate e una flotta di copertura composta da due incrociatori corazzati, 7 incrociatori leggeri, e 54 torpediniere, partì, alla guida dell'ammiraglio Ingenohl, per fornire copertura tattica.
Il 26 agosto 1914, l'incrociatore leggero tedesco SMS Magdeburg si era arenato nel golfo di Finlandia; il relitto fu catturato dalla marina russa, che rinvenne, intatti, i codici della marina tedesca, insieme alle carte di navigazione del Mare del Nord. Questi documenti furono inviati alla marina britannica. Il dipartimento di crittoanalisi dell'Ammiragliato, Room 40 ("stanza 40" in lingua inglese) iniziò a decrittare i messaggi della marina tedesca ed il 14 dicembre intercettò un messaggio relativo al piano per bombardare Scarborough. Comunque i dettagli del piano rimasero sconosciuti, e fu dedotto che, come nel precedente bombardamento la maggior parte della flotta tedesca sarebbe rimasta in porto, al sicuro. I quattro incrociatori da battaglia del viceammiraglio Beatty, scortati dal 3rd Cruiser Squadron (Terza squadra incrociatori) e dal 1st Light Cruiser Squadron (Prima squadra incrociatori leggeri), insieme al 2nd Battle Squadron (Seconda squadra da battaglia) composta da sei navi da battaglia, furono schierate per tendere un'imboscata alla squadra di Hipper.
Nella notte del 15 dicembre, la Hochseeflotte avvistò i cacciatorpediniere britannici. Temendo un attacco notturno da parte delle torpediniere, l'ammiraglio Ingenohl ordinò alle sue navi di ritirarsi. Hipper rimase all'oscuro della ritirata di Ingenohl, e continuò la sua missione. Prima di raggiungere la costa inglese, la squadra di Hipper si divise in due gruppi. Seydlitz, Moltke, e Blücher andarono verso nord per colpire Hartlepool, mentre Von der Tann e Derfflinger andarono a sud per bombardare Scarborough e Whitby. durante il bombardamento di Hartlepool, la Moltke fu colpita da un proiettile da 152 mm delle batterie costiere, che causò pochi danni al ponte e nessun ferito. La Blücher fu colpita sei volte e la Seydlitz tre volte dalle batterie costiere. Alle 09:45 del 16 dicembre, i due gruppi si riunirono e iniziarono a dirigersi verso est.

La posizione reciproca delle flotte in campo la mattina del 16 dicembre

In quel momento, gli incrociatori di Beatty erano già in posizione per bloccare la rotta di fuga di Hipper, mentre il grosso delle forze britanniche si stava disponendo per completare l'accerchiamento. Alle 12:25, gli incrociatori leggeri del II Scouting Group iniziarono ad avanzare davanti alla flotta britannica per localizzare le navi di Hipper. Uno degli incrociatori della 2nd Light Cruiser Squadron avvistò l'incrociatore leggero Stralsund e segnalò la sua posizione al viceammiraglio Beatty. Alle 12:30, Beatty diresse le sue navi verso la posizione segnalata. Beatty riteneva che lo Stralsund fosse l'avanguardia della flotta di Hipper, ma, in realtà, gli incrociatori avvistati erano ben 50 km (31 mi) più avanti. Il 2nd Light Cruiser Squadron, che stava scortando le navi di Beatty, si disimpegnò per inseguire gli incrociatori tedeschi, ma un segnale mal interpretato li portò a riposizionarsi a protezione della flotta ed a rinunciare all'inseguimento. Questo errore permise agli incrociatori leggeri tedeschi di fuggire e permise ad Hipper di conoscere la presenza della squadra di Beatty. Gli incrociatori da battaglia di Hipper si diressero verso nord-est evitando la squadra britannica.
Sia i tedeschi che i britannici erano insoddisfatti per non aver ingaggiato efficacemente l'avversario. La reputazione dell'ammiraglio Ingenohl soffrì della apparente timidezza mostrata. Il capitano della Moltke espresse tutto il suo disappunto; affermò che Ingenohl si era ritirato "perché aveva paura di undici cacciatorpediniere inglesi che potevano essere eliminati… sotto l'attuale comando non otterremo nessun risultato." La storiografia ufficiale tedesca critica Ingenohl per non aver utilizzato le sue forze da ricognizione per determinare le forze messe in campo dai britannici: "prese una decisione che, non solo poteva compromettere le sue forze presso le coste inglesi, ma anche perse l'occasione per ottenere una certa e importante vittoria."

#### Battaglia di Dogger Bank

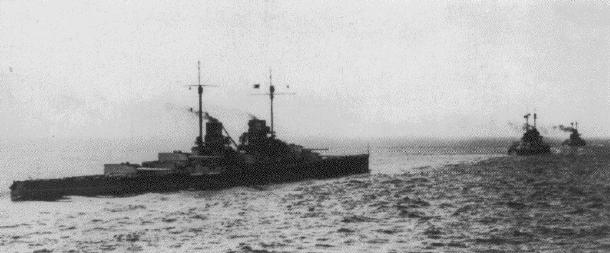
La squadra di incrociatori da battaglia in navigazione verso il Dogger Bank, nell'ordine: Derfflinger, Moltke, ed il Seydlitz.

Nel gennaio 1915, divenne evidente che le navi britanniche effettuavano azioni di ricognizione nella zona del Dogger Bank. L'ammiraglio Ingenohl era inizialmente riluttante a cercare di distruggere queste forze nemiche, poiché la Von der Tann era in bacino di carenaggio per manutenzione, rendendo più debole la sua squadra di incrociatori da battaglia. Ma il Konteradmiral Richard Eckermann, capo di stato maggiore della Hochseeflotte, insisté sull'opportunità dell'operazione, e così Ingenohl cedette e ordinò a Hipper di effettuare un raid presso il Dogger Bank.
Il 23 gennaio, Hipper uscì, con la sua bandiera sulla Seydlitz, seguita dalla Moltke, la Derfflinger, e la Blücher, insieme agli incrociatori leggeri Graudenz, Rostock, Stralsund, e Kolberg scortati da 19 torpediniere della V Flotilla e della II e XVIII Halß-Flotilla. Il Graudenz e lo Stralsund furono assegnati all'avanguardia, mentre il Kolberg ed il Rostock tenevano, rispettivamente, il fianco di sinistra e di dritta. Ogni incrociatore leggero aveva una mezza flottiglia di torpediniere di scorta.
Di nuovo, l'intercettazione e la decrittazione delle comunicazioni radio della flotta tedesca giocarono un ruolo importante. Nonostante non fossero riusciti a scoprire gli esatti piani di battaglia, i crittografi della Room 40 furono in grado di capire che Hipper avrebbe condotto delle operazioni nella zona del Dogger Bank. Per contrastarlo la squadra di incrociatori da battaglia di Beatty (1st Battlecruiser Squadron), quella del contrammiraglio Archibald Moore (2nd Battlecruiser Squadron) e la squadra di incrociatori leggeri del commodoro William Goodenough (2nd Light Cruiser Squadron) si sarebbero incontrate con la Harwich Force del commodoro Reginald Tyrwhitt alle ore 8:00 del 24 gennaio, a circa 30 miglia a nord del Dogger Bank.
Alle 08:14, il Kolberg avvistò l'incrociatore leggero HMS Aurora ed alcune cacciatorpediniere della Harwich Force. L'Aurora interrogò il Kolberg con la fotoelettrica per l'identificazione, così il Kolberg attaccò l'Aurora e la colpì con due proietti. L'Aurora rispose al fuoco e a sua volta, piazzò due colpi sull'avversario. Hipper immediatamente si diresse verso dove si stava combattendo, quando, quasi simultaneamente, lo Stralsund segnalò una grande scia di fumo a nord-est della sua posizione. Il fumo segnalava la presenza di un gran numero di navi da battaglia britanniche in rapido avvicinamento.
Hipper virò verso sud per fuggire, ma la velocità della sua squadra era limitata a 23 nodi, che era la velocità massima del vecchio incrociatore corazzato Blücher. Gli incrociatori da battaglia britannici inseguivano a 27 nodi, e presto raggiunsero le navi tedesche. Alle 09:52, il HMS Lion aprì il fuoco sul Blücher da una distanza di circa 18.300 m; subito dopo, il HMS Queen Mary ed il HMS Tiger aprirono il fuoco. Alle ore 10:09, le navi britanniche colpirono per la prima volta il Blücher. Due minuti dopo, le navi tedesche risposero al fuoco, concentrando il fuoco principalmente sul Lion, da una distanza di 15.460 m. Alle 10:28, il Lion fu colpito sulla linea di galleggiamento, si formò una falla che causò l'allagamento di una stiva del carbone. Per le 10:30, la HMS New Zealand, la quarta nave nella linea britannica, raggiunse la distanza di tiro per il Blücher ed aprì il fuoco. Alle 10:35, la distanza di tiro si era ridotta a 16 000 m, a questa distanza l'intera linea tedesca era sotto il tiro delle navi britanniche. Beatty ordinò ai suoi incrociatori da battaglia di ingaggiare le rispettive controparti nella linea tedesca. Comunque, la confusione sul Tiger portò il capitano a ritenere di dover colpire il Seydlitz, la circostanza permise al Moltke di combattere indisturbato.
Alle 10:40, uno dei proietti da 343 mm del Lion colpì il Seydlitz causando un danno ingente che distrusse le due torrette di poppa ed uccise 159 marinai. Fu evitata l'esplosione delle santabarbara grazie al tempestivo ordine di allagamento dato dall'ufficiale di zona. A questo punto, le navi tedesche avevano iniziato il tiro di distruzione sul Lion colpendolo ripetutamente. Alle 11:01, un proietto da 150 mm del Seydlitz colpì il Lion e mise fuori uso due generatori elettrici. Alle 11:18, Lion fu colpito da due proietti da 305 mm del Derfflinger, uno colpì la linea di galleggiamento e penetrò la murata, facendo penetrare l'acqua di mare nel serbatoio di alimentazione delle turbine. Questo danno disabilitò il Lion perché costrinse l'arresto delle macchine per evitare la contaminazione con l'acqua di mare.

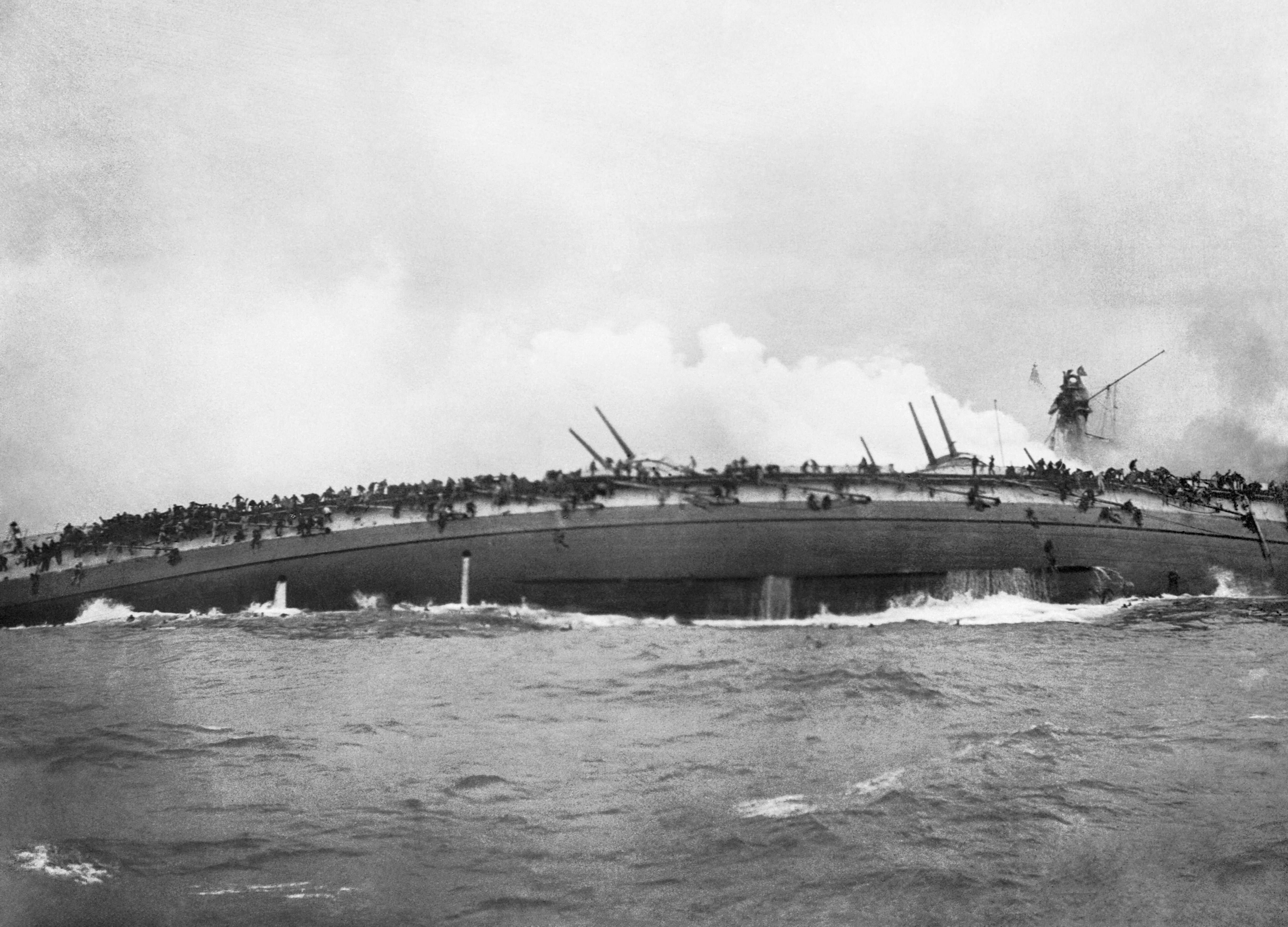
L'incrociatore Blücher affonda.

A questo punto il Blücher era pesantemente danneggiato dopo aver incassato numerosi colpi dei massimi calibri britannici. Comunque l'inseguimento si interruppe quando furono ricevuti diversi avvisi del rilevamento di numerosi sommergibili tedeschi sulla rotta delle navi britanniche; Beatty ordinò di effettuare manovre evasive, che permisero alle navi tedesche di aumentare il distacco. Nel frattempo, l'ultimo generatore funzionante del Lion smise di funzionare, causando il rallentamento della nave a 15 nodi. Beatty, dal Lion danneggiato, ordinò al resto della sua squadra di "Engage the enemy's rear" ("Ingaggiate la retroguardia del nemico") ma la confusione dei segnali ottici portarono le navi a mirare solo al Blücher che fu affondata, permettendo al Moltke, Seydlitz, ed al Derfflinger di fuggire. Quando Beatty riuscì a comunicare di nuovo con le sue navi, dopo essersi trasferito sulla Princess Royal, le navi tedesche erano troppo lontane per poter essere raggiunte; alle 13:50 rinunciò all'inseguimento.

#### Battaglia del golfo di Riga
Il 31 agosto 1915, la Moltke fu trasferita nel Mar Baltico insieme al I. Aufklärungsgruppe per partecipare all'incursione nel golfo di Riga. L'obiettivo era distruggere le forze navali russe nel golfo, comprendenti la corazzata pre-dreadnought Slava, e, con il posamine Deutschland, bloccare l'entrata dello stretto di Irben (accesso meridionale al Golfo di Riga) con un campo di mine. La flotta tedesca era divisa in due squadre, di cui una avrebbe condotto, sotto il comando del vice-ammiraglio Ehrhard Schmidt, l'assalto alle difese navali del golfo di Riga per fornire supporto all'offensiva terrestre. Questa flotta era composta da sei corazzate pre-dreadnought, 11 incrociatori e 56 cacciatorpediniere. L'altra invece, guidata dal vice-ammiraglio Hipper, avrebbe incrociato nel Mar Baltico cercando di approfittare di un'eventuale uscita del grosso della flotta russa dal golfo di Finlandia per annientarla. Quest'ultima era composta da quattro navi da battaglia della classe Nassau, quattro navi da battaglia della classe Helgoland'l, e i tre incrociatori da battaglia Moltke, Von der Tann, e Seydlitz, oltre ad al naviglio minore di scorta.
L'8 agosto fu fatto il primo tentativo di penetrare nel golfo rimuovendo i campi minati di sbarramento, le vecchie corazzate Braunschweig e Elsass controllavano la Slava mentre i dragamine ripulivano un canale attraverso i campi minati. Il resto della flotta tedesca incrociava nel Baltico per prevenire l'intervento di altre unita della flotta russa. Il sopraggiungere della notte costrinse ad interrompere le operazioni senza che il canale fosse completo e che la posamine Deutschland completasse il minamento dell'ingresso meridionale dello stretto di Moon.
In contemporanea gli incrociatori corazzati Roon e Prinz Heinrich furono inviati per bombardare le installazioni russe sul capo di Säär dell'isola di Saaremaa. Alcuni cacciatorpediniere erano ancorati presso Säär ed uno fu danneggiato dal bombardamento. Il Von der Tann e l'incrociatore leggero Kolberg bombardarono l'isola di Utö.
Il 16 agosto fu compiuto un secondo tentativo, impiegando due unità della squadra di Hipper. Le due navi da battaglia Nassau e Posen, quattro incrociatori leggeri, e 31 torpediniere ruppero le difese del golfo. Il primo giorno dell'assalto, il dragamine tedesco T 46 fu affondato insieme al cacciatorpediniere V 99. Il 17 agosto, la Nassau e la Posen ingaggiarono la Slava in un breve scambio di artiglieria, che terminò con la ritirata della nave russa, colpita da tre proietti. Dopo tre giorni, i campi di mine erano stati bonificati, ed il 19 agosto la flotta tedesca entrò nel golfo, ma essendo stata comunicata l'attività dei sottomarini alleati nel Golfo, la flotta si ritirò il giorno seguente.

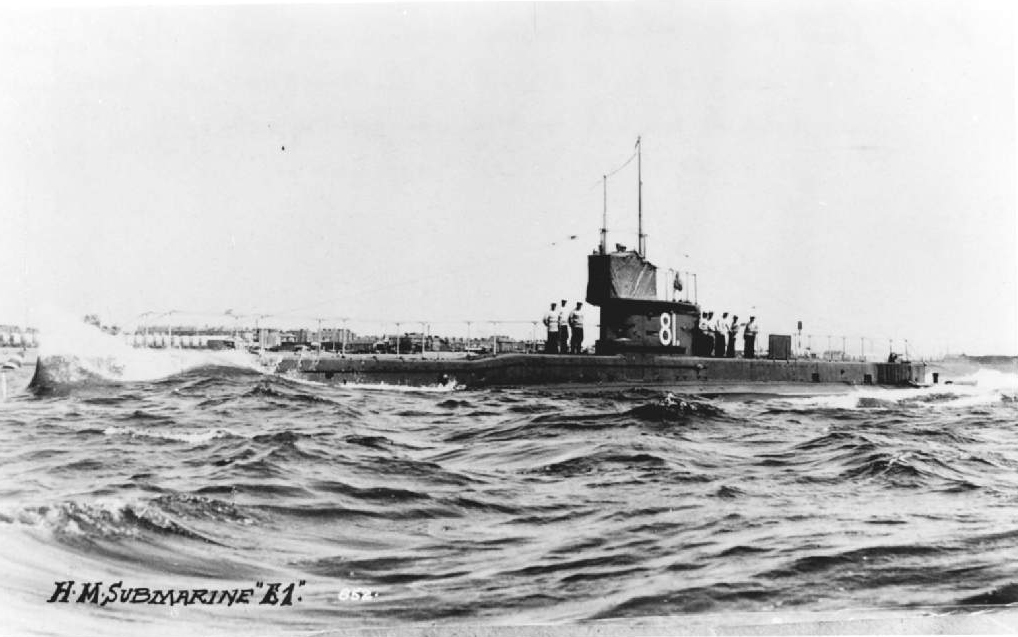
Il sommergibile HMS E1.

Durante l'operazione, gli incrociatori da battaglia tedeschi rimasero nel Baltico per fornire la copertura da eventuali azioni della flotta russa. La mattina del 19 agosto la Moltke fu silurata dal sommergibile britannico HMS E1; Il siluro fu avvistato dalla nave quando ormai era a soli 183 m di distanza. Senza la possibilità di manovrare fu colpita nel compartimento dei siluri sotto la linea di galleggiamento. L'esplosione danneggiò molti siluri senza che esplodessero. Otto uomini rimasero uccisi, e 435 t di acqua allagarono la nave. La nave fu successivamente riparata presso i cantieri Blohm & Voss di Amburgo, fra il 23 agosto ed il 20 settembre.

#### Bombardamento di Yarmouth e Lowestoft
Moltke prese parte al bombardamento di Yarmouth e Lowestoft il 24–25 aprile. Hipper era in licenza per malattia, così la squadra di incrociatori da battaglia era al comando del Konteradmiral Friedrich Bödicker. Il Derfflinger, Lützow, Moltke, Seydlitz ed il Von der Tann lasciarono l'estuario del Jade alle 10:55 del 24 aprile, con il supporto di sei incrociatori leggeri e due flottiglie di torpediniere. Le unità principali della Hochseeflotte partirono alle 13:40, per fornire supporto a distanza alle navi di Bödicker. L'Ammiragliato britannico fu informato della sortita tedesca grazie all'intercettazione delle comunicazioni radio della marina tedesca, ed fece salpare la Grand Fleet alle 15:50.
Alle 14:00, la squadra di Bödicker aveva raggiunto la posizione al largo di Norderney, dalla quale virò verso nord per evitare gli osservatori olandesi di stanza sull'isola di Terschelling. Alle 15:38, la Seydlitz urtò una mina, che creò una falla di 15 m, appena sotto il portello lanciasiluri di bordata, facendo imbarcare 1,250 t d'acqua. La Seydlitz tornò indietro, insieme agli incrociatori leggeri, alla velocità di 15 nodi. Le altre navi della squadra virarono verso sud, in direzione di Norderney, per evitare ulteriori mine. Alle 16:00, la Seydlitz era in condizioni critiche, così si fermò la nave per permettere a Bödicker di sbarcare. La torpediniera SMS V28 portò Bödicker alla Lützow.
Per le 04:50 del 25 aprile, Gli incrociatori da battaglia tedeschi si stavano avvicinando a Lowestoft quando gli incrociatori leggeri SMS Rostock e SMS Elbing, che sorvegliavano il fianco meridionale della squadra, avvistarono gli incrociatori leggeri e i cacciatorpediniere del commodoro Tyrwhitt, la Harwich Force. Bödicker decise di non ingaggiare le navi britanniche, e iniziò a bombardare Lowestoft. Le navi tedesche distrussero due batterie costiere da 150 mm e danneggiarono alcuni edifici della città. Durante il bombardamento, un colpo da 150 mm proveniente dalle batterie costiere colpì la Moltke, ma non fece danni rilevanti.
Alle 05:20, la squadra tedesca si diresse verso nord, verso Yarmouth, che raggiunse alle 05:42. la visibilità era così scarsa che le navi tedesche spararono solo una salva ciascuna tranne la Derfflinger, che sparò 14 colpi dalle sue batterie principali. Le navi tedesche si diressero verso sud, e alle 05:47 incontrarono di nuovo l'Harwich Force, che era stata affrontata dalla squadra dei sei incrociatori leggeri tedeschi. Le navi di Bödicker aprirono il fuoco da una distanza di 12 000 m. Tyrwhitt virò immediatamente e fuggì verso sud, ma non prima che l'incrociatore HMS Conquest subisse gravi danni. In seguito alle comunicazioni dell'attività di sottomarini e torpediniere, Bödicker rinunciò all'inseguimento e si diresse verso est verso la Hochseeflotte. A questo punto, Scheer, che era stato avvertito dell'uscita della Grand Fleet da Scapa Flow, decise di ritirarsi.

#### Battaglia dello Jutland

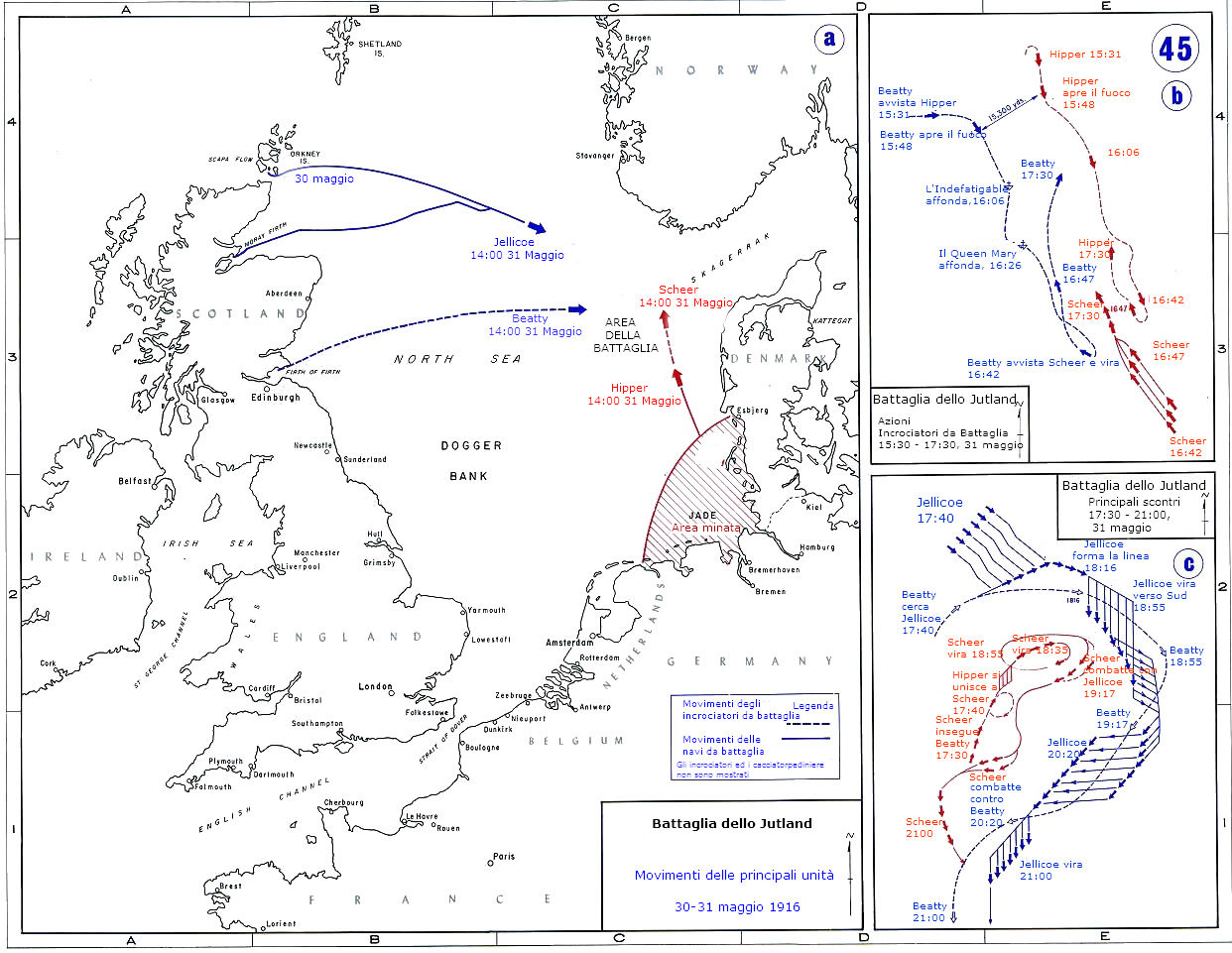
Schema della battaglia dello Jutland

La Moltke, ed il resto del I. Aufklärungsgruppe (Iº Gruppo da ricognizione) di Hipper, era all'ancora nell'estuario dello Jade la notte del 30 maggio 1916. Il mattino dopo, alle 02:00 CET, le navi si diressero, lentamente, verso lo Skagerrak a una velocità di 16 nodi. La Moltke era la quarta in una linea di cinque navi, davanti alla Von der Tann, e dietro la Seydlitz. Di scorta seguiva il II. Aufklärungsgruppe (II Gruppo da ricognizione), formato dagli incrociatori leggeri Frankfurt, ammiraglia del comandante di squadra (il contrammiraglio Bödicker), il Wiesbaden, il Pillau, e l'Elbing, insieme a 30 torpediniere della II, VI, e IX Flottiglia.
Un'ora e mezzo dopo, la Hochseeflotte al comando dell'ammiraglio Scheer lasciò lo Jade; La flotta era composta da 16 navi da battaglia. La scorta era costituita dal IV. Aufklärungsgruppe (IVº Gruppo da ricognizione), formato dagli incrociatori leggeri SMS Stettin, SMS München, SMS Hamburg, SMS Frauenlob, e SMS Stuttgart, con le 31 torpediniere della Iª, IIIª, Vª, e VIIª Flottiglia, guidate dal Rostock. Le sei navi da battaglia pre-dreadnoughts del II. Geschwader (IIª squadra da battaglia) erano partite dai canali dell'Elbe alle 02:45, e si incontrarono con il resto della flotta alle 5:00.
Poco prima delle 16:00, la squadra di Hipper incontrò la flotta di incrociatori da battaglia di Beatty. Le navi tedesche aprirono il fuoco per prime, alla distanza di 14000 m. Quando le navi britanniche risposero al fuoco, errori di comunicazione fra gli incrociatori da battaglia britannici portarono il New Zealand ed il Tiger ad ingaggiare insieme il Moltke. I telemetristi britannici sbagliarono la distanza delle navi tedesche e la prima salva cadde miglia dietro i bersagli. Alle 16:52, il Moltke colpì il Tiger con due proietti dei cannoni principali, ma senza infliggere danni significativi. Il Moltke lanciò un'ulteriore salva di quattro proietti, due dei quali colpirono, simultaneamente, le torrette centrale e poppiera, mettendole entrambe fuori uso per la maggior parte della battaglia.

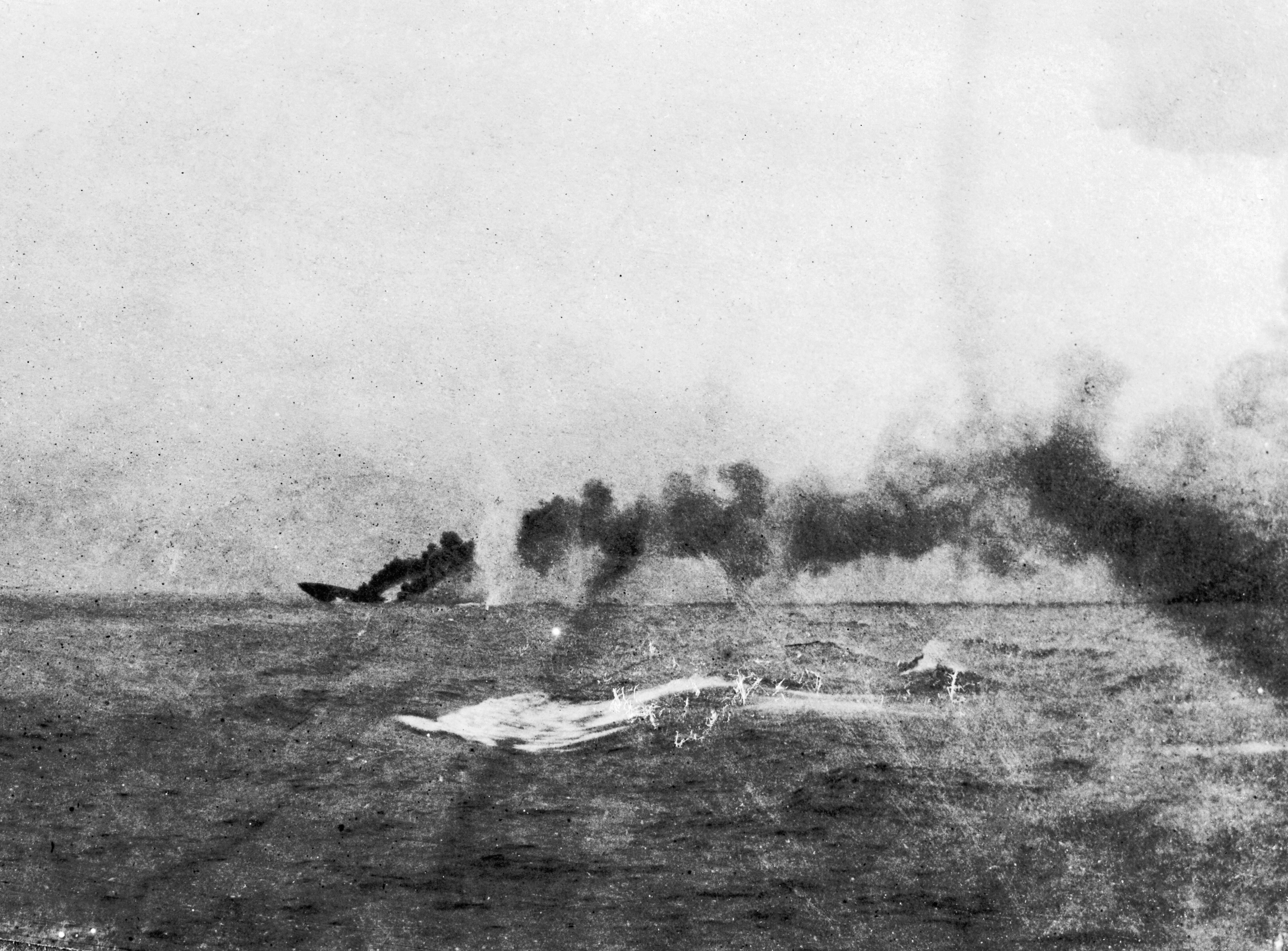
L'affondamento dell'Indefatigable

Circa 15 minuti dopo, l'incrociatore da battaglia HMS Indefatigable fu distrutto dal fuoco del Von der Tann. Subito dopo, il Moltke lanciò quattro siluri contro la Queen Mary a una distanza compresa tra 10500 m–9500 m. I siluri ottennero solo che la linea britannica si scompaginasse, poiché si pensò alla presenza di sottomarini tedeschi. A questo punto, gli incrociatori da battaglia di Hipper entrarono nel raggio d'azione del 5nd Battle Squadron (Vª squadra da battaglia), formata dalle nuove navi da battaglia della classe Queen Elizabeth, che erano dotate di cannoni da 381 mm. Alle 17:06, la HMS Barham aprì il fuoco sulla Von der Tann. Fu seguita, pochi minuti dopo, dalla HMS Valiant, dalla HMS Malaya, e dalla HMS Warspite che concentrarono il fuoco sulla Von der Tann e sulla Moltke. Alle 17:16, un proiettile da 381 mm colpì il Moltke, che attraversò una stiva del carbone, perforò il ponte di una casamatta, e fece esplodere le munizioni stoccate all'interno. L'esplosione distrusse il montacarichi delle munizioni fino alla santabarbara della casamatta.
Il Von der Tann ed il Moltke cambiarono rotta e velocità, per sfuggire dal tiro della V squadra e ottennero una breve tregua dal fuoco britannico. Mentre il Moltke ed il Von der Tann attiravano il fuoco della Vª squadra da battaglia, il Seydlitz ed il Derfflinger poterono concentrare il fuoco sugli incrociatori da battaglia britannici; tra le 17:25 e le 17:30, almeno cinque proietti della Seydlitz e della Derfflinger colpirono il Queen Mary, causando una catastrofica esplosione che distrusse la nave.
Per le 19:30, la Hochseeflotte, che fino ad allora era all'inseguimento degli incrociatori da battaglia britannici, non era ancora entrata in contatto con la Grand Fleet. Scheer stava considerando di ritirarsi prima del tramonto per evitare gli attacchi notturni delle torpediniere. Comunque, l'incontro delle sue avanguardie con la Grand Fleet, pose fine alla questione, rendendogli impossibile la ritirata a meno di sacrificare le lente corazzate della IIª squadra da battaglia, oppure coprirne la ritirata con le sue unità migliori rischiandole contro la superiore potenza di fuoco avversaria Invece, Scheer ordinò alle sue navi di virare di 16 quarte a dritta, in modo da porre le corazzate pre-dreadnoughts sul lato opposto del fuoco avversario.
Il Moltke e gli altri incrociatori da battaglia eseguirono la manovra richiesta, che li portò a poppa del König. Gli incrociatori di Hipper, che avevano subito duri colpi, ebbero un momento di respiro, e le incertezze sulla posizione e la rotta delle nevi di Scheer portarono l'ammiraglio Jellicoe a portare le sue navi verso est, per intercettare quella che era la probabile rotta di fuga delle navi tedesche. Invece la flotta tedesca si dirigeva verso ovest, ma Scheer ordinò un'altra inversione di rotta, che la riportò al centro della flotta britannica. Sotto l'intenso fuoco delle navi britanniche, Scheer inviò la Moltke, il Von der Tann, il Seydlitz, ed il Derfflinger contro la linea britannica, tentando di scompaginarne la formazione e guadagnare tempo per poter ritirarsi. Alle 20:17, gli incrociatori tedeschi erano a soli 7.000 m dal HMS Colossus, a questo punto Scheer li diresse verso l'avanguardia della linea britannica. Tre minuti dopo, virarono in ritirata, coperti da un attacco di torpediniere.
Una pausa nella battaglia permise al Moltke ed agli altri incrociatori da battaglia di eliminare i rottami che interferivano con i cannoni, spegnere gli incendi, riparare i sistemi di puntamento e segnalazione e preparare le fotoelettriche per il combattimento notturno. Nel frattempo la flotta tedesca si era ben schierata in ordine inverso e alle 21:00 le avanguardie leggere tedesche entrarono in contatto con quelle britanniche. Il rinnovato scambio di artiglieria fu segnalato a Beatty, che inviò i suoi incrociatori verso est. Per le 21:09, avvistò gli incrociatori da battaglia tedeschi, e si portò a 7800 m di distanza prima di aprire il fuoco alle 20:20. L'attacco britannico colse di sorpresa Hipper, che si stava trasferendo sul Moltke dalla torpediniera SMS G39. Le navi tedesche risposero al fuoco con tutti i calibri disponibili, ed alle 21:32 colpirono, nella notte, sia il Lion ed il Princess Royal. La manovra degli incrociatori da battaglia tedeschi costrinse la I squadra da battaglia a virare verso est per evitare la collisione, questa manovra portò la seconda squadra da battaglia direttamente dietro gli incrociatori ed impedì alle navi inglesi di inseguire gli incrociatori pesanti tedeschi quando questi virarono verso sud. Gli incrociatori da battaglia di Beatty aprirono il fuoco sulle vecchie corazzate della seconda squadra da battaglia tedesca che virarono verso sud-ovest per utilizzare tutti i propri cannoni verso gli incrociatori britannici.
Per le 22:15, Hipper fu finalmente in grado di trasferirsi sulla Moltke, e ordinò alle sue navi di dirigersi a 20 kn verso la testa della linea tedesca. Solo la Moltke e la Seydlitz erano in grado di obbedire; la Derfflinger e la Von der Tann riuscivano a sviluppare al massimo 18 kn, e quindi rimasero indietro. La Moltke ed il Seydlitz mentre avanzavano verso la testa della linea tedesca incrociarono l'incrociatore leggero Stettin, che dovette rallentare drasticamente per evitare la collisione. Questa manovra costrinse gli incrociatori Frauenlob, Stuttgart, e München a virare a sinistra, che le portò in contatto con la seconda squadra incrociatori leggeri britannica; da una distanza di 730 m, gli incrociatori si scambiarono un fitto fuoco d'artiglieria. Il contrammiraglio Ludwig von Reuter decise di attirare gli incrociatori britannici verso il Moltke ed il Seydlitz. Ma gli incrociatori britannici, gravemente colpiti, si ritirarono. Mentre si stavano ritirando, l'incrociatore leggero HMS Southampton silurò il Frauenlob che esplose. La formazione tedesca si scompaginò e nella confusione la Seydlitz perse di vista la Moltke. La Seydlitz non era più in grado di tenere i 22 kn della Moltke, e così si sganciò per procedere verso il faro di Horns Rev autonomamente.
Alle 23:30, la Moltke, da sola, incontrò quattro navi da battaglia britanniche, della retroguardia del 2nd Battle Squadron. Il comandante della Moltke, il Kapitän von Karpf, ordinò di sfilarsi, sperando di non essere individuato. Le navi britanniche avevano, in realtà, avvistato Moltke, ma decisero di non aprire il fuoco per non rivelare la propria posizione a tutta la flotta tedesca. Alle 23:55, ed ancora alle 00:20, il Kapitän von Karpf cercò di trovare un passaggio attraverso la flotta britannica, senza riuscirsi. Solo alle 01:00, dopo aver navigato ben oltre la Grand Fleet, la Moltke riuscì a sfuggire.

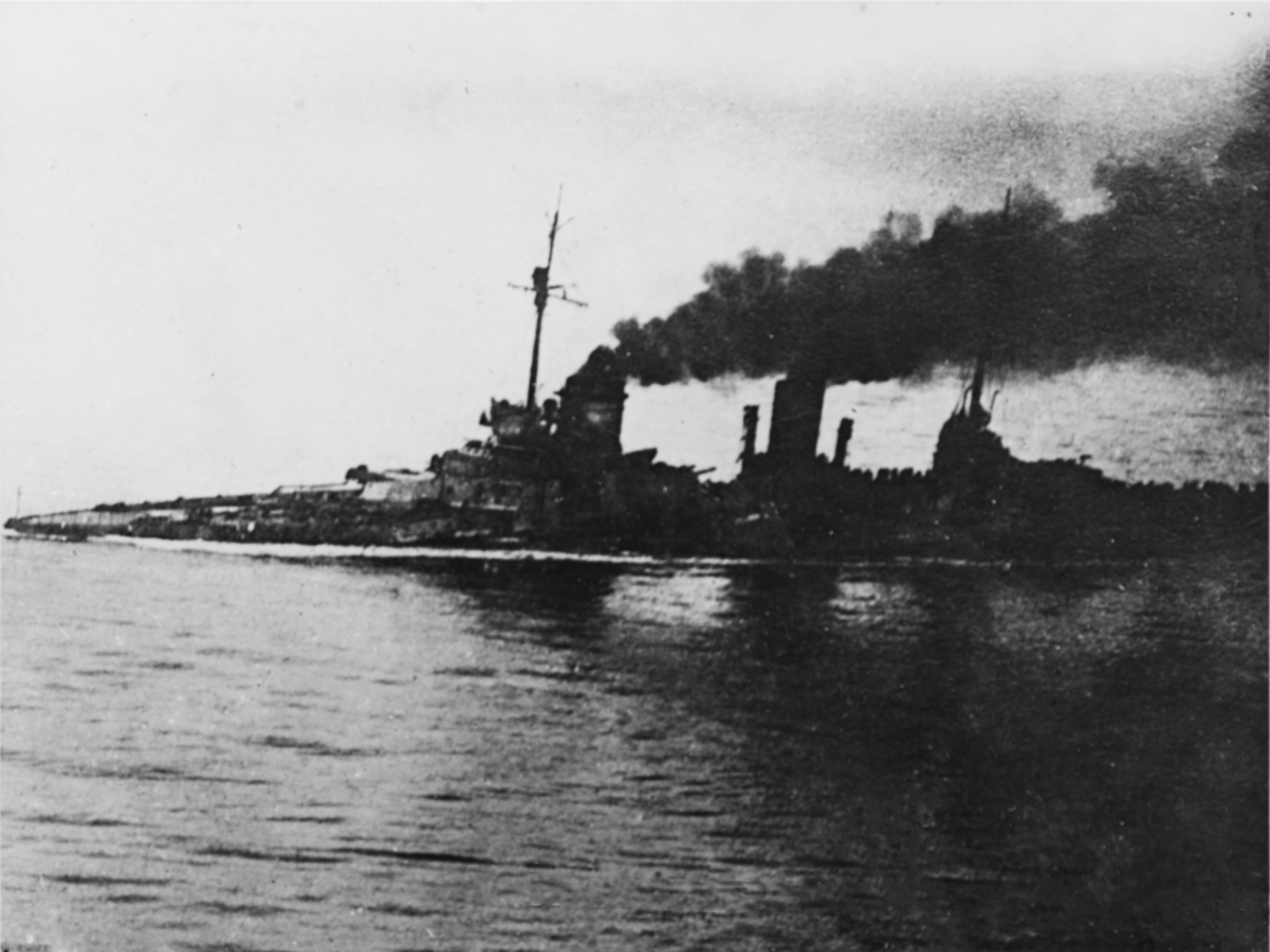
La Seydlitz, gravemente danneggiata, ritorna in porto dopo la battaglia

Verso la fine della battaglia, alle 03:55, Hipper trasmise una relazione all'ammiraglio Scheer per informarlo dei gravissimi danni subiti dalle sue navi. La Derfflinger ed il Von der Tann avevano solo due cannoni ciascuna operativi, la Moltke aveva imbarcato 1000 -t d'acqua, e la Seydlitz era gravemente danneggiata. Hipper: "Il I Gruppo da ricognizione non era più di nessun valore in uno scontro reale, e di conseguenza era diretto verso il ritorno in porto dal suo comandante in capo, il quale attendeva presso l'Horns Rev insieme alla flotta."
Durante la battaglia, la Moltke aveva colpito la Tiger 13 volte, ed era stata colpita 4 volte, da proietti da 381 mm. Il cannone di dritta No. 5 da 150 mm era stato colpito da un proietto da 381 mm e messo fuori uso per il resto della battaglia. Sulla nave ci furono 16 morti e 20 feriti, la maggioranza per il colpo sulla barbetta del cannone da 150 mm. L'allagamento e le manovre di contro-allagamento portarono a 1000 t l'acqua penetrata nella nave.

#### Operazioni successive
Durante la sortita della flotta tedesca il 18–19 agosto, il I. Aufklärungsgruppe (I Gruppo da ricognizione) aveva come missione il bombardamento della città portuale di Sunderland nel tentativo di attrarre e distruggere la squadra di Beatty. Il Moltke insieme al Von der Tann erano i soli incrociatori da battaglia operativi, per formare la squadra di attacco furono assegnate tre navi da battaglia: SMS Markgraf, SMS Grosser Kurfürst e la SMS Bayern entrata in servizio da poco. L'ammiraglio Scheer ed il resto della Hochseeflotte, forte di altre 15 navi da battaglia, avrebbe seguito in copertura. L'Ammiragliato era conoscenza dei piani tedeschi e fece uscire la Grand Fleet per intercettare la sortita tedesca. Alle 14:35, Scheer fu informato dell'avvicinamento della Grand Fleet e, non volendo affrontare di nuovo la flotta britannica 11 settimane dopo il confronto dello Jutland, invertì la rotta e si ritirò in porto.
Nel settembre 1917, il KzS von Karpf lasciò la Moltke;il KzS Gygas lo sostituì al comando. Tra il settembre e l'ottobre 1917, la nave prese parte all'Operazione Albion in appoggio dell'invasione tedesca delle isole russe di Ösel, Dagö, e Moon (attualmente estoni). Dopo la riuscita operazione nel Baltico, la Moltke fu distaccata a supporto del II. Aufklärungsgruppe, ma non prese parte alla seconda Battaglia di Helgoland (1917).
Alla fine del 1917 la Hochseeflotte iniziò una serie di azioni contro i convogli alleati nel Mare del Nord, tra la Gran Bretagna e la Norvegia. In ottobre ed nel dicembre 1917, due convogli britannici per la Norvegia furono distrutti da incrociatori tedeschi, costringendo Beatty, ora comandante in capo della Grand Fleet, ad assegnare diversi incrociatori da battaglia alla scorta dei convogli. Questa situazione dette all'ammiraglio Scheer l'opportunità cercata per tutta la guerra: l'occasione di combattere e distruggere un porzione della Grand Fleet.
Alle 05:00 del 23 aprile 1918, la Hochseeflotte lasciò il porto per intercettare uno dei convogli pesantemente scortati. Le trasmissioni radio furono ridotte al minimo per evitare di rendere nota l'operazione ai britannici. Alle 05:10 del 24 aprile, la Moltke fu colpita da un'avaria: l'elica di dritta si sfilò dall'asse, e prima che si potesse fermare le turbine, un ingranaggio di riduzione andò in pezzi. Le schegge dell'ingranaggio distrutto penetrarono in un condensatore ausiliario, che allagò la sala macchine e bloccò il funzionamento delle turbine di dritta e di centro. L'acqua di mare contaminò le caldaie, la velocità della nave si ridusse a soli quattro nodi; per le 08:45, il capitano della Moltke trasmise a Scheer che la sua nave era "fuori controllo", e che era necessario rimorchiarla. Alle 09:38, l'incrociatore Strassburg cercò di portarla a rimorchio ma senza riuscirci. Alle 10:13, la nave da battaglia SMS Oldenburg fu tolta dalla formazione per rimorchiare la Moltke in porto. Per le 14:10, non era ancora stato avvistato il convoglio, e così Hipper decise di ritirarsi in acque tedesche. Alle 17:10, i motori della Moltke erano stati riparati, e la nave era in grado di tenere 17 nodi. Alle 19:37, il sommergibile britannico HMS E42 silurò la Moltke. La nave imbarcò 1.800 t d'acqua, ma fu in grado di tornare in porto con le proprie forze. Le riparazioni furono effettuate a Wilhelmshaven, fra il 30 aprile ed il 9 settembre 1918.
Dopo le riparazioni, la Moltke prese parte alle esercitazioni nel Baltico dal 19 settembre al 3 ottobre. Dal 1º novembre, la nave fu l'ammiraglia del I. Aufklärungsgruppe del contrammiraglio Reuter, dopo che l'incrociatore da battaglia SMS Hindenburg era stato portato in cantiere per riparazioni.

### Destino finale

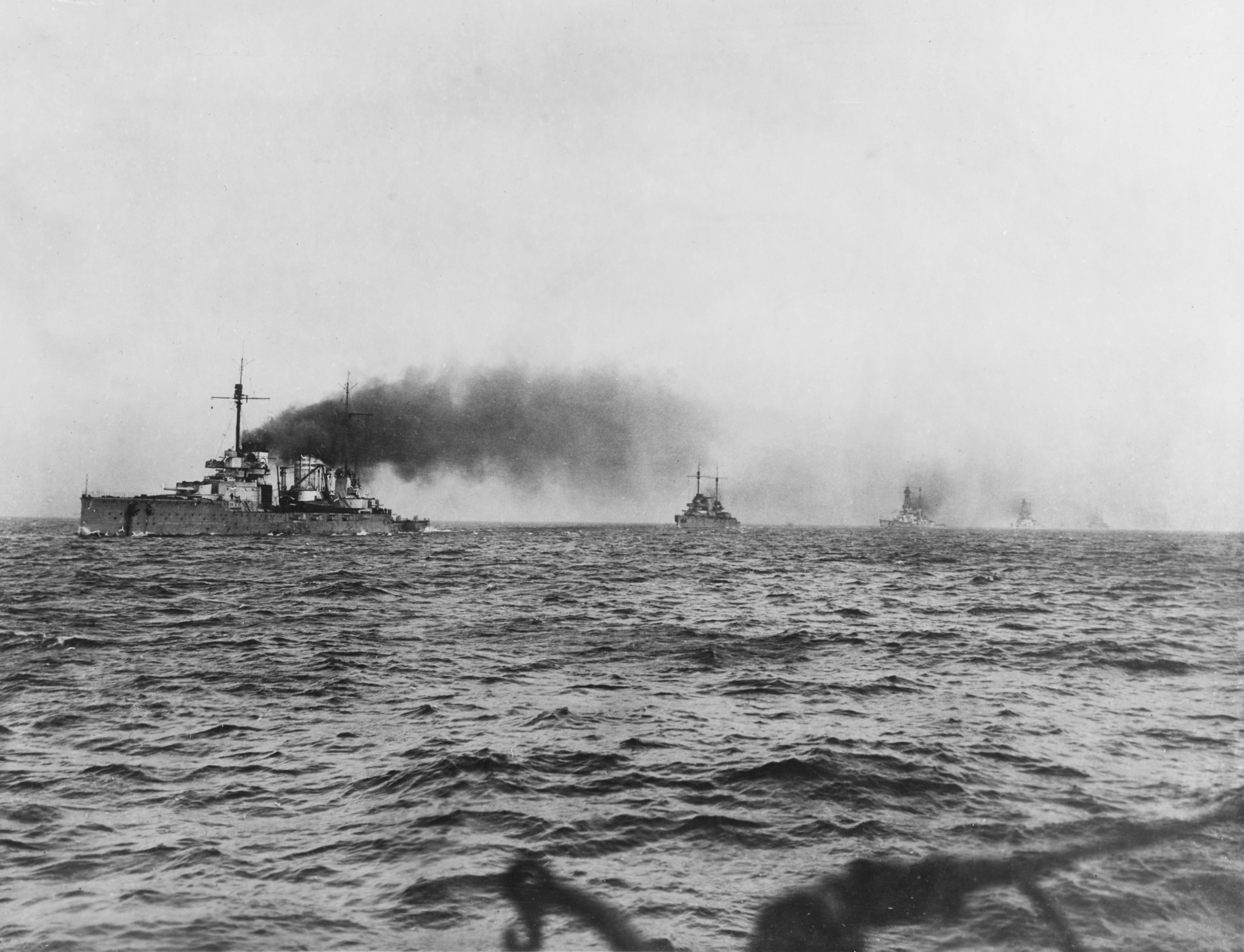
Il Seydlitz guida gli incrociatori da battaglia tedeschi verso Scapa Flow; Il Moltke è la seconda nave nella fila.

La Moltke avrebbe dovuto partecipare all'ultima azione della Hochseeflotte. Dalla base di Wilhelmshaven, la flotta tedesca, si sarebbe diretta in forze contro le coste inglesi per affrontare la Grand Fleet; Scheer—ora il Großadmiral della flotta—si proponeva di infliggere il massimo dei danni alla flotta britannica, per ottenere migliori condizioni di resa, sacrificando la flotta tedesca. Ma, mentre la flotta si riuniva a Wilhelmshaven, i marinai, stanchi della guerra, iniziarono a disertare in massa. Mentre la Von der Tann e la Derfflinger passavano attraverso le chiuse che dividevano il porto interno di Wilhelmshaven e i canali esterni, circa 300 uomini, da entrambe le navi, si calarono dalle murate e scapparono sulle rive.
Il 24 ottobre 1918, fu dato l'ordine di salpare da Wilhelmshaven. Dalla notte del 29 ottobre, i marinai di numerose navi si ammutinarono; tre navi della III Squadra si rifiutarono di levare le ancore, ed atti di sabotaggio si verificarono a bordo delle navi da battaglia SMS Thüringen e SMS Helgoland. L'ordine di partenza fu ritirato di fronte alla rivolta. Nel primo novembre 1918, iniziò la Rivoluzione tedesca; portò all'Armistizio che pose fine alla guerra.
La Moltke si arrese, con il resto della Hochseeflotte, il 24 novembre 1918 e scortata presso Scapa Flow, sotto il comando del Kapitän-Leutnant Wollante. Ritenendo che il trattato di Versailles fosse stato siglato e le sue navi requisite dai britannici, il contrammiraglio von Reuter ordinò l'affondamento della Hochseeflotte il 21 giugno 1919, mentre la Grand Fleet era in esercitazione. Le navi affondarono in due ore e quindici minuti. La Moltke fu recuperata nel 1927 e demolita presso Rosyth nel 1929.

### Riferimenti
1. 1 2 3 4 5 6  Staff, p. 14.
2. 1 2 3 4 5 6 7 8  Staff, p. 12.
3. ↑  Staff, p. 13.
4. 1 2 3 4  Staff, p. 11.
5. ↑  Gardiner and Gray, p. 152.
6. ↑   Axel Griesßmer, Große Kreuzer der Kaiserlichen Marine 1906-1918, Bonn, Bernard & Graefe Verlag,  p. 61.
7. 1 2 3 4 5  Staff, p. 17.
8. ↑  Rüger, p. 160.
9. 1 2 3 4 5 6 7 8 9  Staff, p. 15.
10. ↑  Tarrant, p. 26.
11. ↑  Massie, p. 107.
12. ↑  Strachan, p. 417.
13. ↑  Massie, p. 114.
14. 1 2 3  Tarrant, p. 30.
15. 1 2 3  Tarrant, p. 31.
16. 1 2  Tarrant, p. 32.
17. 1 2 3  Tarrant, p. 33.
18. ↑  Scheer, p. 70.
19. 1 2 3  Tarrant, p. 34.
20. 1 2  Tarrant, p. 35.
21. 1 2 3 4  Tarrant, p. 36.
22. 1 2 3  Tarrant, p. 38
23. 1 2  Tarrant, p. 39.
24. 1 2  Tarrant, p. 40.
25. ↑  Tarrant, pp. 40-41.
26. ↑  Tarrant, p. 41.
27. ↑  Tarrant, p. 42.
28. ↑   Paul G. Halpern, A naval history of World War I, Psychology Press, 28 settembre 1995,  pp. 186–, ISBN 978-1-85728-498-0. URL consultato il 24 gennaio 2011.
29. ↑   Spencer Tucker e Priscilla Mary Roberts, World War I: encyclopedia, ABC-CLIO, 2005,  pp. 180–, ISBN 978-1-85109-420-2. URL consultato il 24 gennaio 2011.
30. ↑  Halpern, p. 196.
31. ↑  Halpern, pp. 196-197.
32. 1 2  Halpern, p. 197.
33. ↑  Halpern, pp. 197-198.
34. 1 2 3  Tarrant, p. 52.
35. 1 2  Tarrant, p. 53.
36. 1 2  Tarrant, p. 54.
37. 1 2 3 4  Tarrant, p. 62.
38. ↑  Bennett, p. 183.
39. ↑  Tarrant, p. 92.
40. ↑  Tarrant, p. 95.
41. ↑  Tarrant, p. 96.
42. 1 2  Tarrant, p. 97.
43. ↑  Tarrant, pp. 100-101.
44. ↑  Tarrant, p. 150.
45. ↑  Tarrant, p. 152.
46. ↑  Tarrant, pp. 152-153.
47. ↑  Tarrant, pp. 155-156.
48. ↑  Tarrant, p. 163.
49. ↑  Tarrant, p. 165.
50. ↑  Tarrant, p. 173.
51. ↑  Tarrant, p. 179.
52. ↑  Tarrant, p. 181.
53. ↑  Tarrant, p. 193.
54. 1 2  Tarrant, p. 195.
55. ↑  Tarrant, p. 213.
56. ↑  Tarrant, pp. 213-214.
57. 1 2  Tarrant, p. 214.
58. 1 2  Tarrant, p. 215.
59. 1 2  Tarrant, p. 255.
60. 1 2  Staff, p. 16.
61. ↑  Massie, p. 682
62. ↑  Massie, p. 683
63. ↑  Massie, p. 747
64. 1 2 3 4  Massie, p. 748
65. ↑  Massie, p. 749
66. ↑  Staff, p. 42
67. ↑  Tarrant, pp. 280–281
68. ↑  Massie, p. 775
69. ↑  Tarrant, pp. 281–282
70. ↑  Reuter, p. 154
71. ↑  Reuter, p. 153
72. ↑  Hore, p. 72